# Foresta di Kampinos

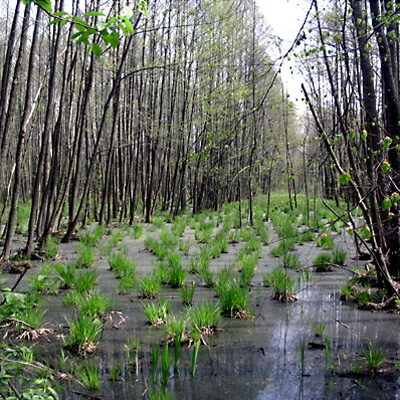
Un tratto allagato della Foresta di Kampinos

La foresta di Kampinos (in polacco: Puszcza Kampinoska) si estende in Polonia, a ovest di Varsavia, nell'antica valle della Vistola. Durante la seconda guerra mondiale fu teatro di una feroce battaglia tra l'esercito tedesco e quello polacco.
La maggior parte del territorio della foresta (circa 240 km²) fa parte del Parco nazionale di Kampinos (in polacco: Kampinoski Park Narodowy).